# Suck My Geek
Pour les articles homonymes, voir suck et Geek (homonymie).
Suck my Geek ! est à la fois une soirée à thème sur Canal+, et un documentaire de 52 minutes qui a été diffusé durant la soirée du 30 novembre 2007 et après minuit le 1er décembre 2007.

## Programme de la soiréeSuck my Geek!
Vendredi 30 novembre 2007 :
- 20 h 50 : Silent Hill
- 22 h 50 : Suck my Geek ! (le documentaire)[1]
- 23 h 45 : Le Labyrinthe de Pan

Samedi 1er décembre 2007 :
- 1 h 10 : South Park (Make Love, Not Warcraft)
- 2 h 10 : La colline a des yeux

## Le documentaireSuck my Geek!
Documentaire de Tristan Schulmann et Xavier Sayanoff, d'une durée de 52 minutes. 
Reportage sur l'histoire du mouvement Geek, ses diverses branches, sa mentalité, sa tolérance et son infinie passion.
D'après le site officiel, une version plus longue serait prévue par les réalisateurs.

### Invités (ordre alphabétique)

#### Personnalités invitées
- Alexandre Astier (Kaamelott)
- Yannick Dahan
- Rafik Djoumi
- Nick Frost (Shaun of the Dead - Hot Fuzz)
- John Lang (Donjon de Naheulbeuk)
- Alex Pilot (Nolife - France Five)
- Kevin Smith (Clerks - Dogma)
- Bernard Werber
- Edgar Wright (Shaun of the Dead - Hot Fuzz)
- Sandrine Camus

#### Geek invités
- Blunt (« fanboy », dans le rôle de Matthieu le cinéphile)
- David Sarrio (réalisateur / fan de comics)
- David Brami (« fanboy », journaliste, dessinateur, dans le rôle de l'ouvreur de porte)
- Greg Santos, alias Gwegz (cosplayeur, ici vu en Spiderman / Ninja / Superdupont, lecteur de comics et japanophile)
- Isabelle (Rôliste / Fan de science fiction)
- Mark Karpelès (dans le rôle de Mark / MagicalTux, le Geek informatique)[3]
- Lord (« fanboy », dans le rôle de Jérôme le cinéphile)
- Mickaël (rôliste grandeur nature)
- Mohamed Bouaouina (cinéphage / japanophile)
- Philippe Touboul (de la librairie Arkham)
- Philippe Tullier (aussi de la librairie Arkham)
- Pi-K (« fanboy », dans le rôle de Laurent le cinéphile)
- Rottweiller (« fanboy », dans le rôle d'Antoine le cinéphile)
- Mee Yung (« Wowiste », cosplayeuse)
- Plusieurs militants du Front de Libération Troll cagoulés
- Viktor Bauer (« cenotaphe », peintre de figurines / wargamer)